# Сан Донино (Анкона)
Сан Донино (итал. San Donnino) насеље је у Италији у округу Анкона, региону Марке.
Према процени из 2011. у насељу је живело 28 становника. Насеље се налази на надморској висини од 485 м.